# Minuartia obtusiloba
Minuartia obtusiloba är en nejlikväxtart som först beskrevs av Per Axel Rydberg, och fick sitt nu gällande namn av Homer Doliver House. Minuartia obtusiloba ingår i släktet nörlar, och familjen nejlikväxter. Inga underarter finns listade i Catalogue of Life.

## Bildgalleri

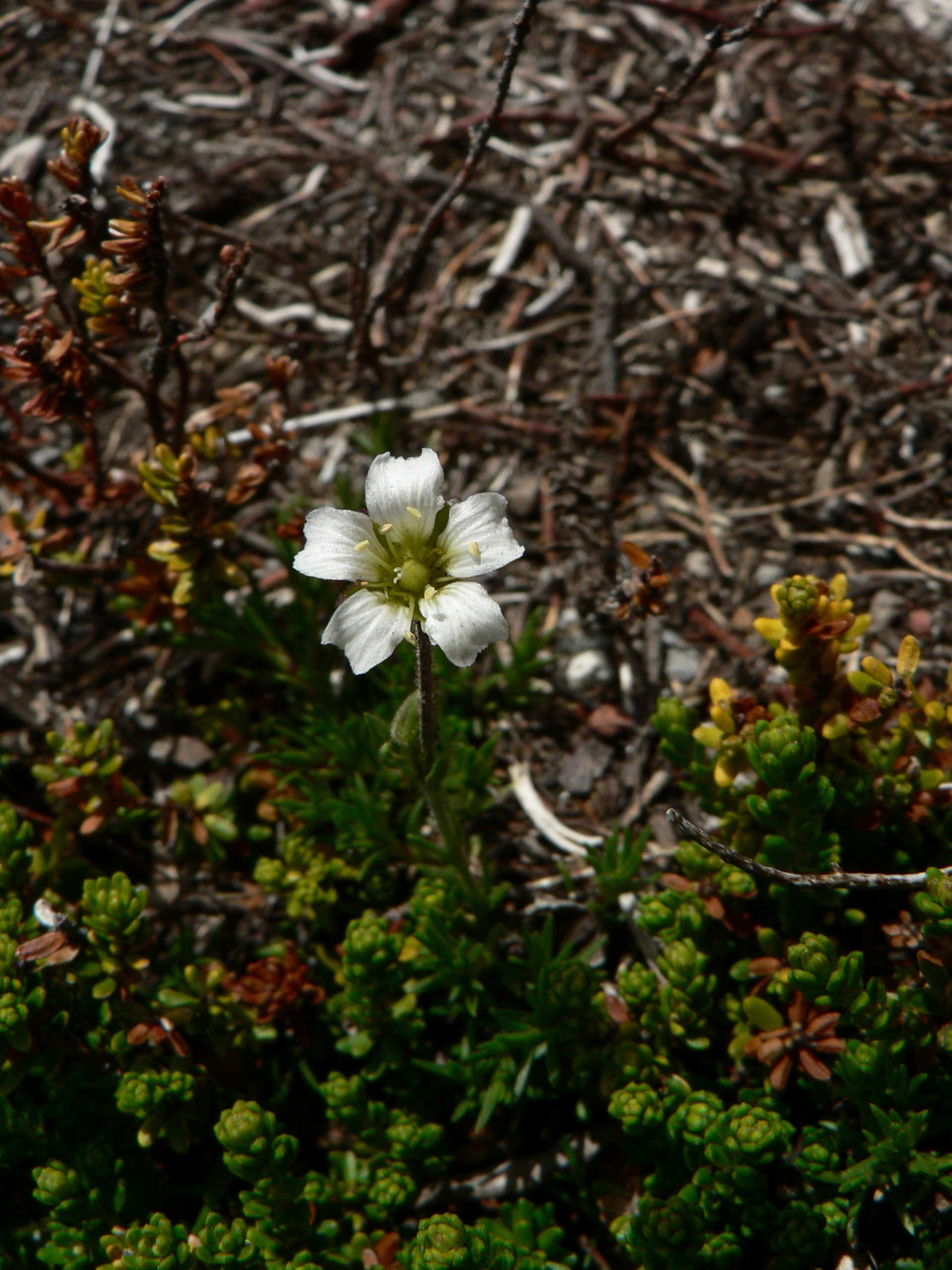
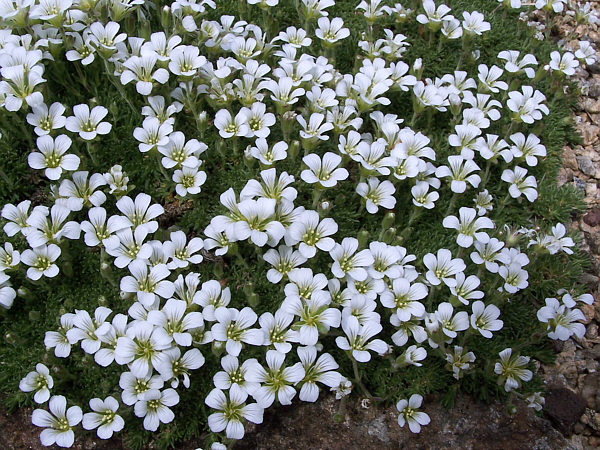
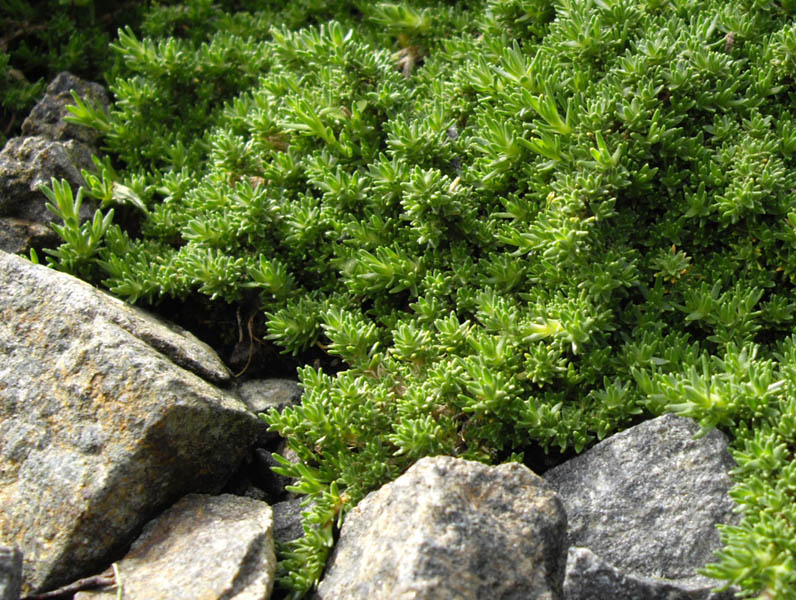
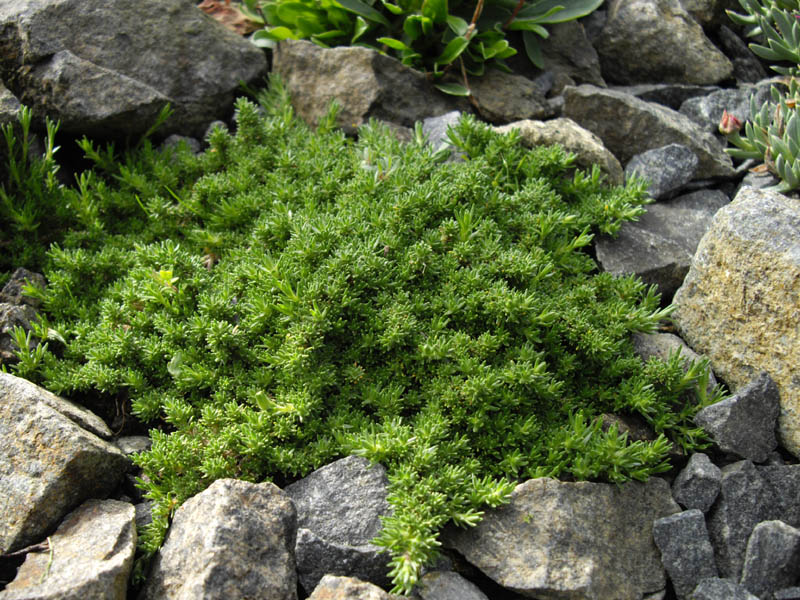
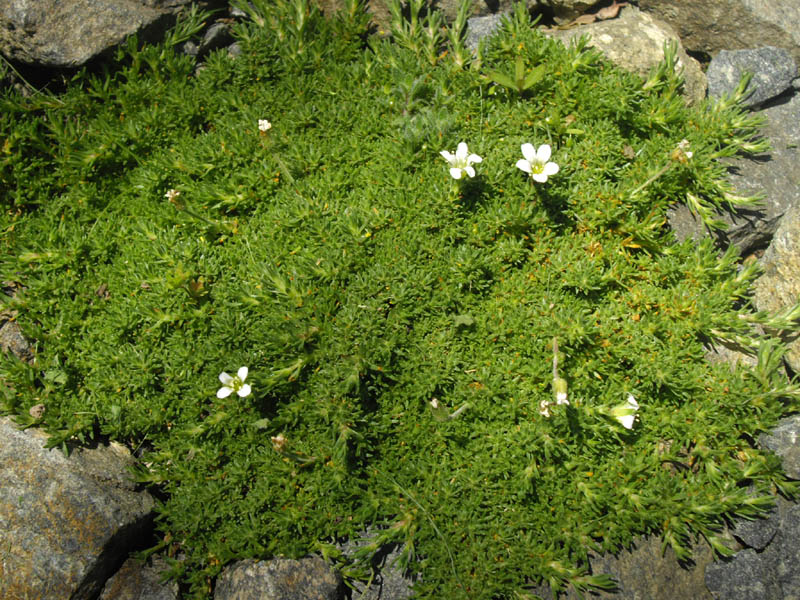